# Sara Lumholdt
Sara Helena Lumholdt (Estocolmo, 25 de octubre de 1984), más conocida como Sara Lumholdt, es una cantante sueca, conocida por ser exintegrante del grupo de pop sueco A*Teens.
A principios de 2007, colaboró con la compañía WeSC y en abril se lanzó el disco "Let's get physical with weSC", haciendo una versión del éxito de Olivia Newton John en los 80. En agosto del mismo año, anticipaba un hit debut en las radios suecas, "Glamour bitch" con el rapero Milano Money. Ambas canciones no formaron parte del álbum solista de Sara. 
En febrero de 2008, viajó a Los Ángeles donde conoció a Josh Skinner, con quien coescribió las letras para su primer disco y trabajó con el productor ganador de un Grammy, Ted Perlman. 
En total fueron elegidas 12 canciones para el disco debut Back to you. Lumholdt y Periman abandonaron el proyecto por discrepancias artísticas. Las canciones han sido filtradas por Periman poniendo fin al interés comercial en este.
Posteriormente, participó en el Melodifestivalen 2011 con la canción "Enemy". Quedó descalificada en la tercera semifinal, al quedar en séptima posición.